# Echetlus
Echetlus is een geslacht van Phasmatodea uit de familie Phasmatidae. De wetenschappelijke naam van dit geslacht is voor het eerst geldig gepubliceerd in 1875 door Carl Stål.

## Soorten
Het geslacht Echetlus omvat de volgende soorten:
- Echetlus fulgens Zompro, 2004
- Echetlus peristhenes (Westwood, 1859)